# Clematis grata
Clematis grata là một loài thực vật có hoa trong họ Mao lương. Loài này được Wall. mô tả khoa học đầu tiên năm 1830.

## Hình ảnh

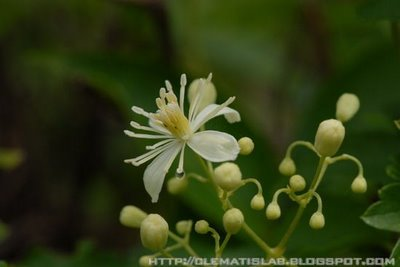
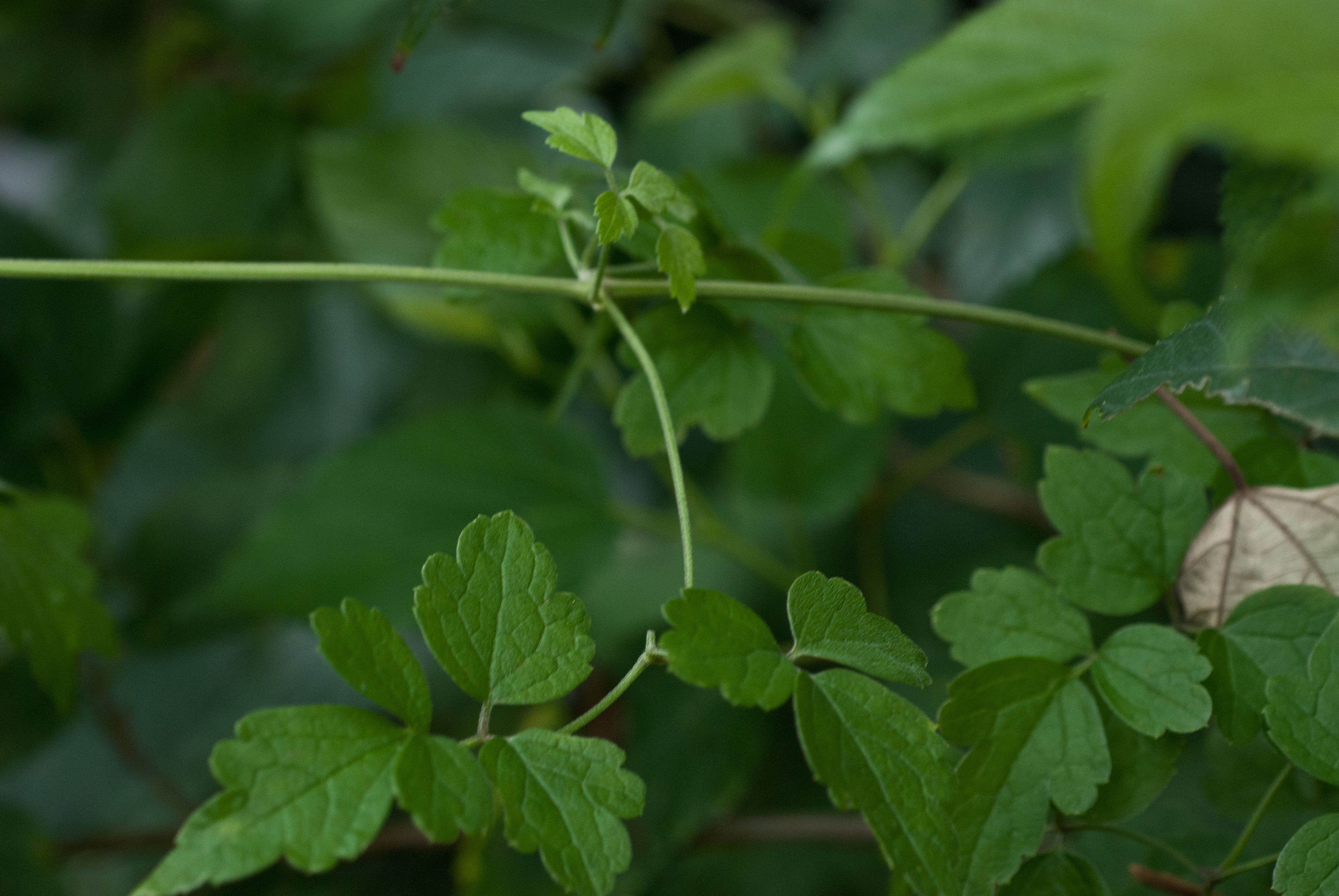